# Більярдист
«Більярдист», «Король більярду» (англ. The Hustler) — американський кінофільм 1961 року, драма, поставлена режисером Робертом Россеном за однойменним романом американського письменника Волтера Тівіса. Стрічка мала великий як у глядачів, так і серед критиків. Нині вважається класикою американського кіно. У фільмі досліджуються такі питання, як перемога та втрати головного героя на шляху досягнення поставленої мети.

## Сюжет
Картина розповідає історію посереднього більярдиста, на ім'я Швидкий Едді Фелон та його прагнення довести собі, що він найкращий гравець в більярд в країні шляхом перемоги над легендарним товстуном з Міннесоти. Після приголомшливої поразки товстуну, Едді бере у нього реванш. Але ця перемога коштувала Фелсону тяжкої особистої втрати.

## Виробництво
Фільм поставлений за романом Вольтера Тевіса «Професійний більярдист». Сценарій до картини написали Сідні Керрол та Роберт Россен. Режисер для зйомок обрав Нью-Йорк.Головну роль зіграв Пол Ньюман — як Швидкий Едді Фелсон. У фільмі також знімались Джекі Глісон — як товстун з Міннесоти, Пайпер Лорі — Сара і Джордж К. Скотт в ролі Берта.

## Актори
- Пол Ньюман — Едді Фелсон
- Джекі Глісон — Товстун з Міннесоти
- Пайпер Лорі — Сара Пекард
- Джордж Скотт — Берт Гордон
- Майрон МакКормик — Чарлі Бернс
- Мюррей Гемілтон — Фіндлі